# Jean den Rooijen
Johannes Hubertus Petrus Josephus (Jean) den Rooijen (Roermond, 2 januari 1866 – Heel en Panheel, 12 februari 1939) was een Nederlands glazenier.

## Leven en werk
Den Rooijen en zijn jongere broer Piet (1867-1913) leerden het vak in de praktijk als glasschilders bij het Roermondse atelier F. Nicolas en Zonen. In 1895 begon Den Rooijen, bijgestaan door zijn broer, een eigen atelier. Het was bekend onder de naam 'gebrs. Den Rooijen'. Piet moest wegens ziekte in 1908 stoppen met werken en overleed enkele jaren later. Jean zette het bedrijf alleen voort. Er werd gewerkt in een traditionele, veelal neogotische stijl. Naast eigen ontwerpen, werd er werk uitgevoerd voor onder anderen Joan Collette, Frans Cox en Huib Luns.
Jean den Rooijen overleed in 1939, op 73-jarige leeftijd. Het atelier werd voortgezet door zijn weduwe, tot zij het in 1951 verkocht aan J.H.M. Wielders.

## Werken (selectie)
- glas-in-loodramen (1902-1924) voor de Sint-Martinuskerk in Weert
- glas-in-loodramen (1905-1928) voor de Sint-Nicolaaskerk in Edam
- glas in lood (1911-1912) voor de Sint Gerlachuskerk in Banholt
- glas-in-loodramen (1913) in het koor van de Sint-Servatiuskerk in Westerhoven
- glas-in-loodramen (1927-1928) voor de Sint-Lambertuskerk in Helmond
- glas-in-loodramen (1930) voor de kapel van Klooster Opveld in Maastricht

## Afbeeldingen

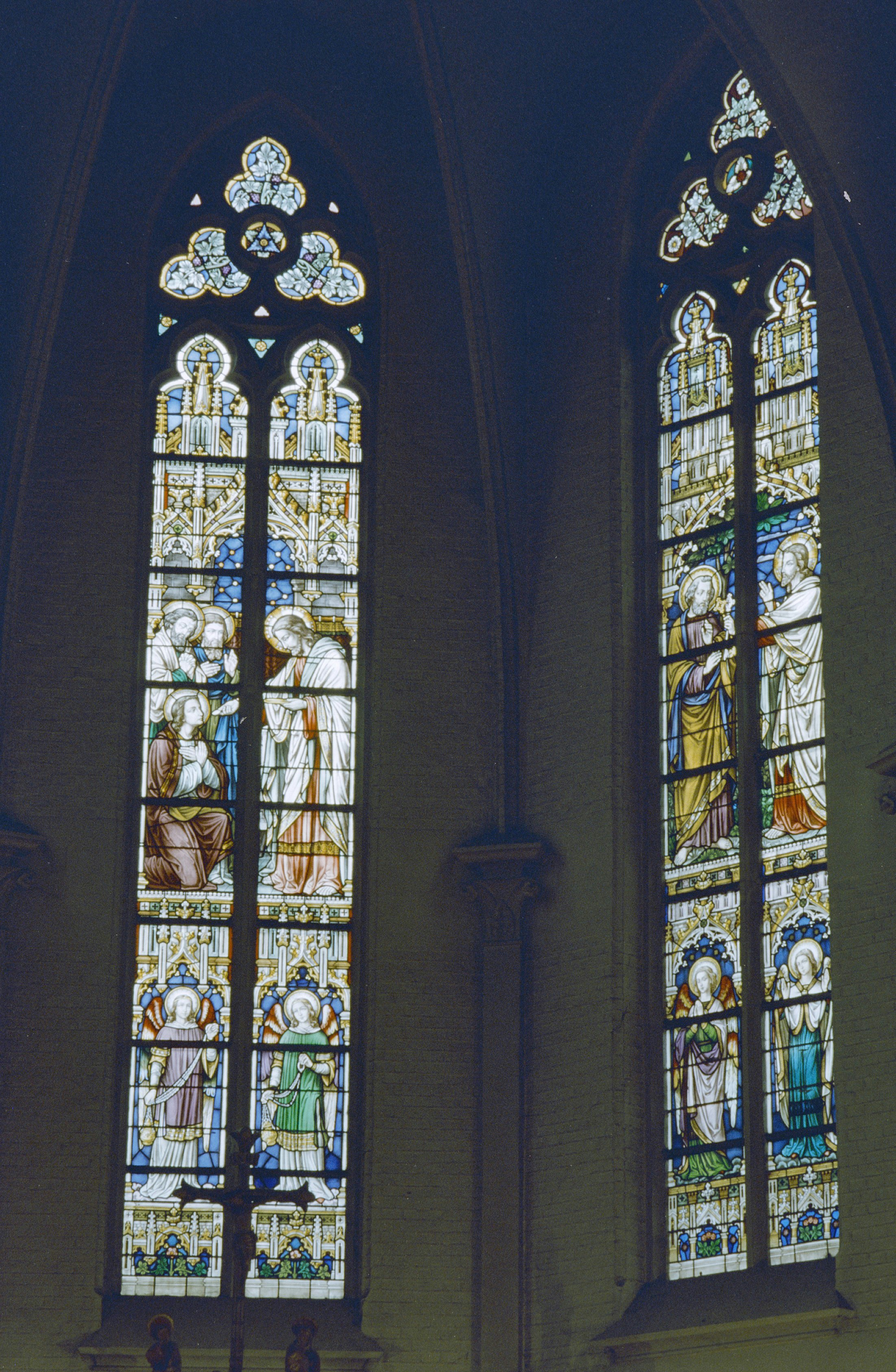
Servatiuskerk, Westerhoven
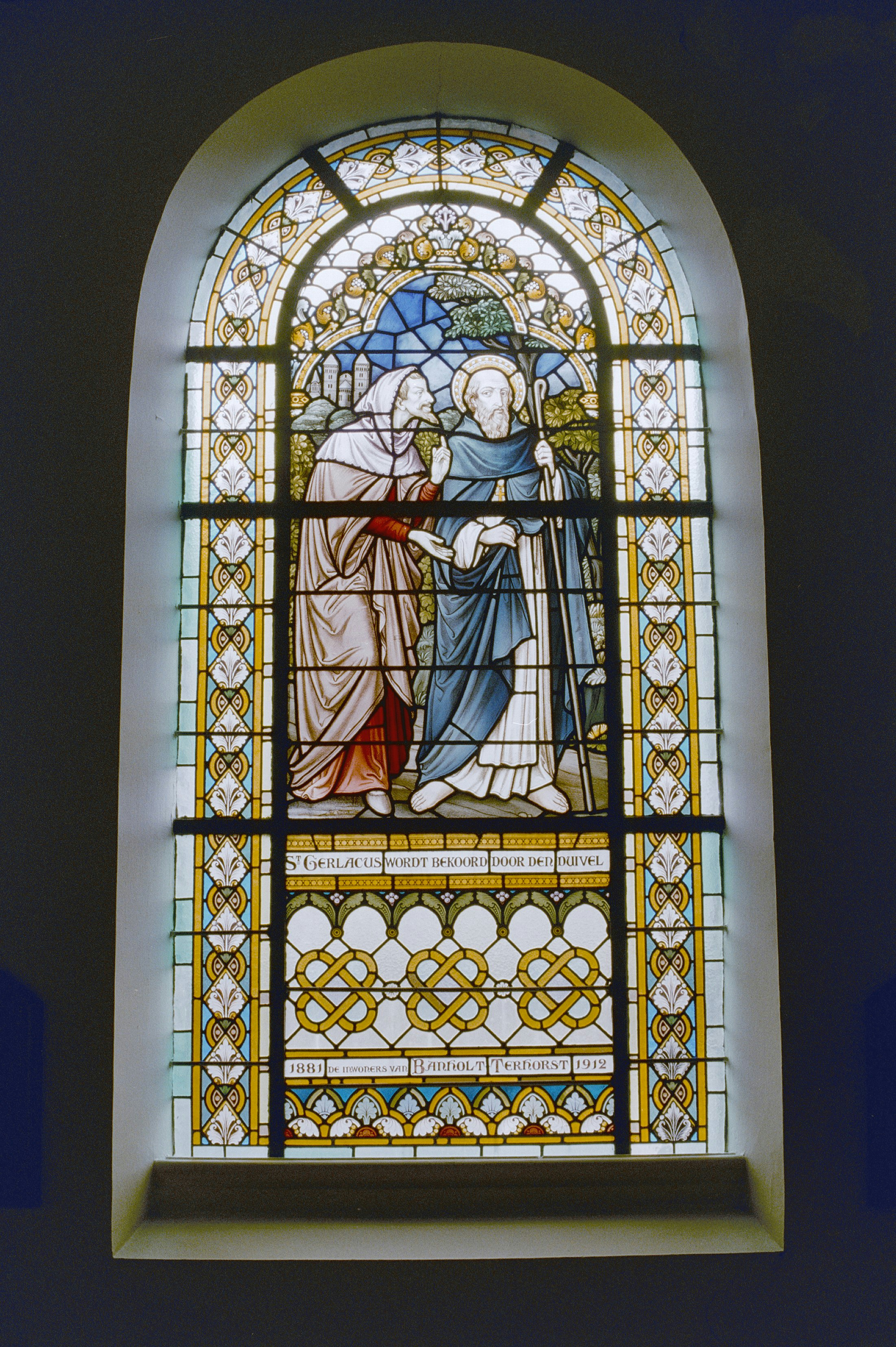
Gerlachuskerk, Banholt